# Шагомер

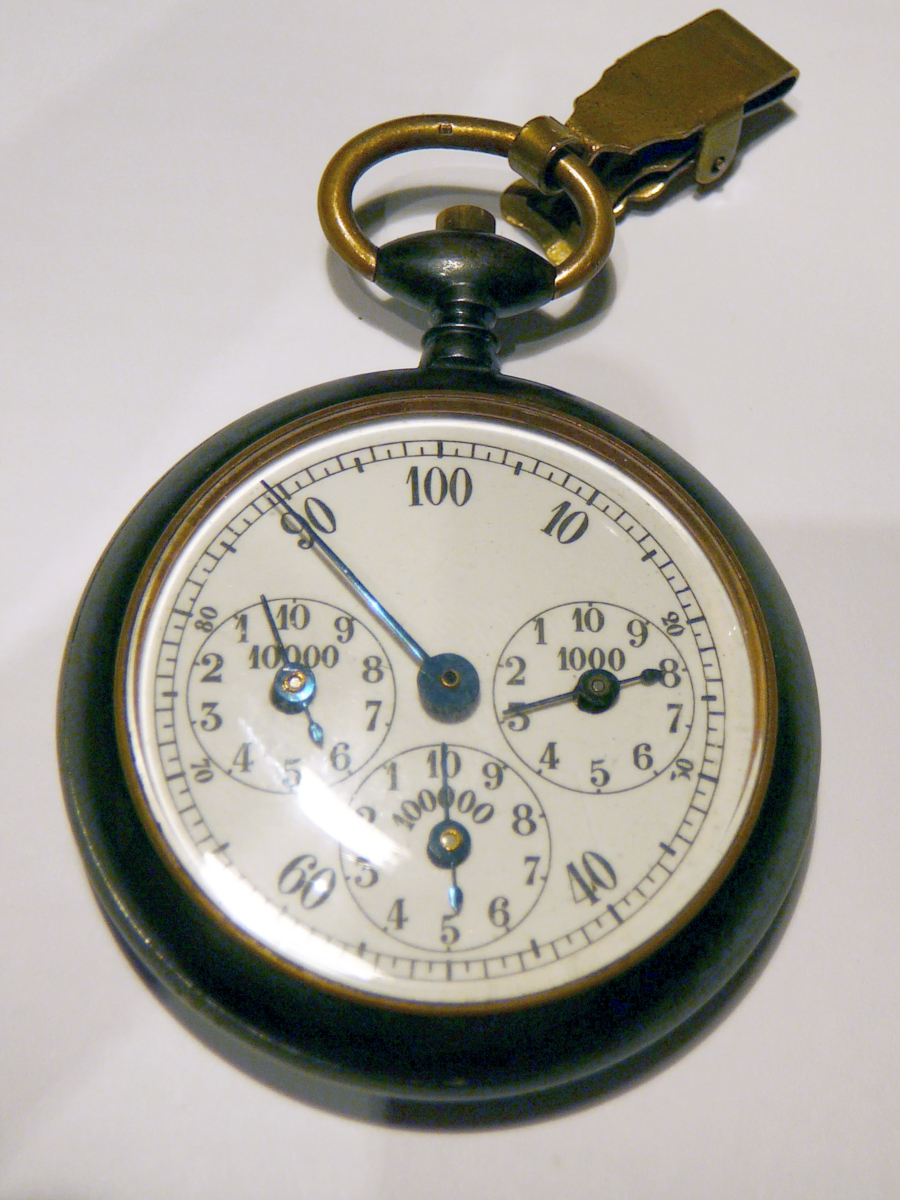
Механический шагомер

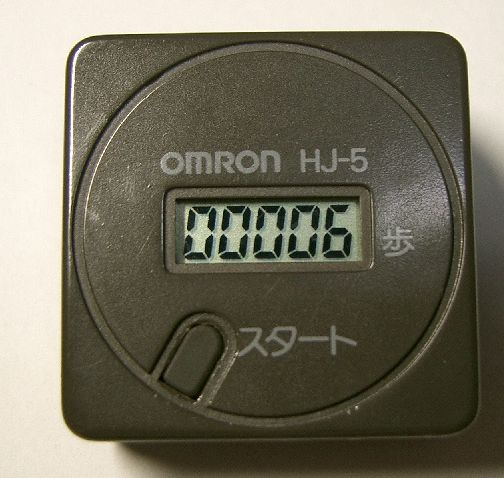
Электронный шагомер

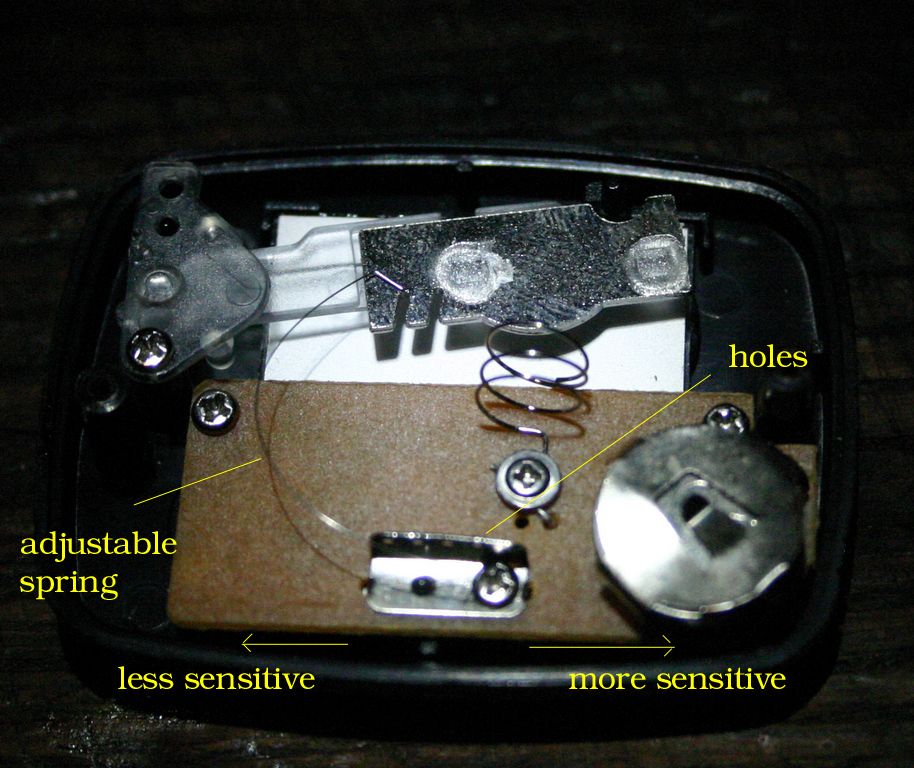
Устройство простого электронно-механического шагомера. Датчиком является пружинный контакт и фольгированный пластиковый маятник, реагирующий на встряхивания.

Шагоме́р или педо́метр — механический, электронно-механический или электронный измерительный прибор для подсчёта количества сделанных шагов (или пар шагов) при ходьбе или беге. Нередко функция шагомера вводится в другие портативные устройства, такие как часы, музыкальные плееры и мобильные телефоны.
Первоначально[когда?] использовавшийся спортсменами и энтузиастами физических упражнений, шагомер сейчас стал более популярен. Закреплённый на поясном ремне и носимый весь день, он позволяет измерить пройденное расстояние (количество шагов × длина шага).

## Устройство
Большинство шагомеров определяют факт совершения шага по отрицательному ускорению тела человека в момент соприкосновения ступни с землёй, которое фиксируется датчиком-акселерометром. В механическом шагомере движущийся по инерции грузик преодолевает сопротивление пружины и посредством зубчатой или иной передачи проворачивает ось механического счётчика на одно деление. В электронных шагомерах электромеханический датчик преобразует встряхивание в электрический импульс, увеличивающий показания электронного счётчика; современные модели используют двух- или трёхосевые акселерометры, а встроенные в них микропроцессоры применяют достаточно сложные алгоритмы для исключения ложных срабатываний в ходе выполнения повседневных действий (например, завязывания шнурков).
Менее распространены шагомеры, использующие закрепляемый на подошве обуви контактный датчик, срабатывающий от нажатия. Поскольку датчик обычно закрепляется только на одной ноге, такие шагомеры считают пары шагов.

## Точность
Точность шагомеров сильно зависит от их модели. Большая часть шагомеров правильно считает размеренные шаги пешехода, если только укрепить их в правильном положении в определённом месте (обычно на поясном ремне). Если шагомером пользоваться неправильно, его точность катастрофически падает. Большинство шагомеров (если их не отключить) продолжают считать, когда их пользователь едет в транспорте. Ошибка накапливается, если у пользователя не-сидячая работа. Точность сильно зависит от особенностей походки конкретного человека.
Даже у производителей современных шагомеров с акселерометрами нет единого определения «правильного шага» и показания приборов разных фирм всё равно различаются.
В настоящее время погрешность определения пройденного пути составляет около ± 5 % у лучших шагомеров.

## Устройства с функцией шагомера

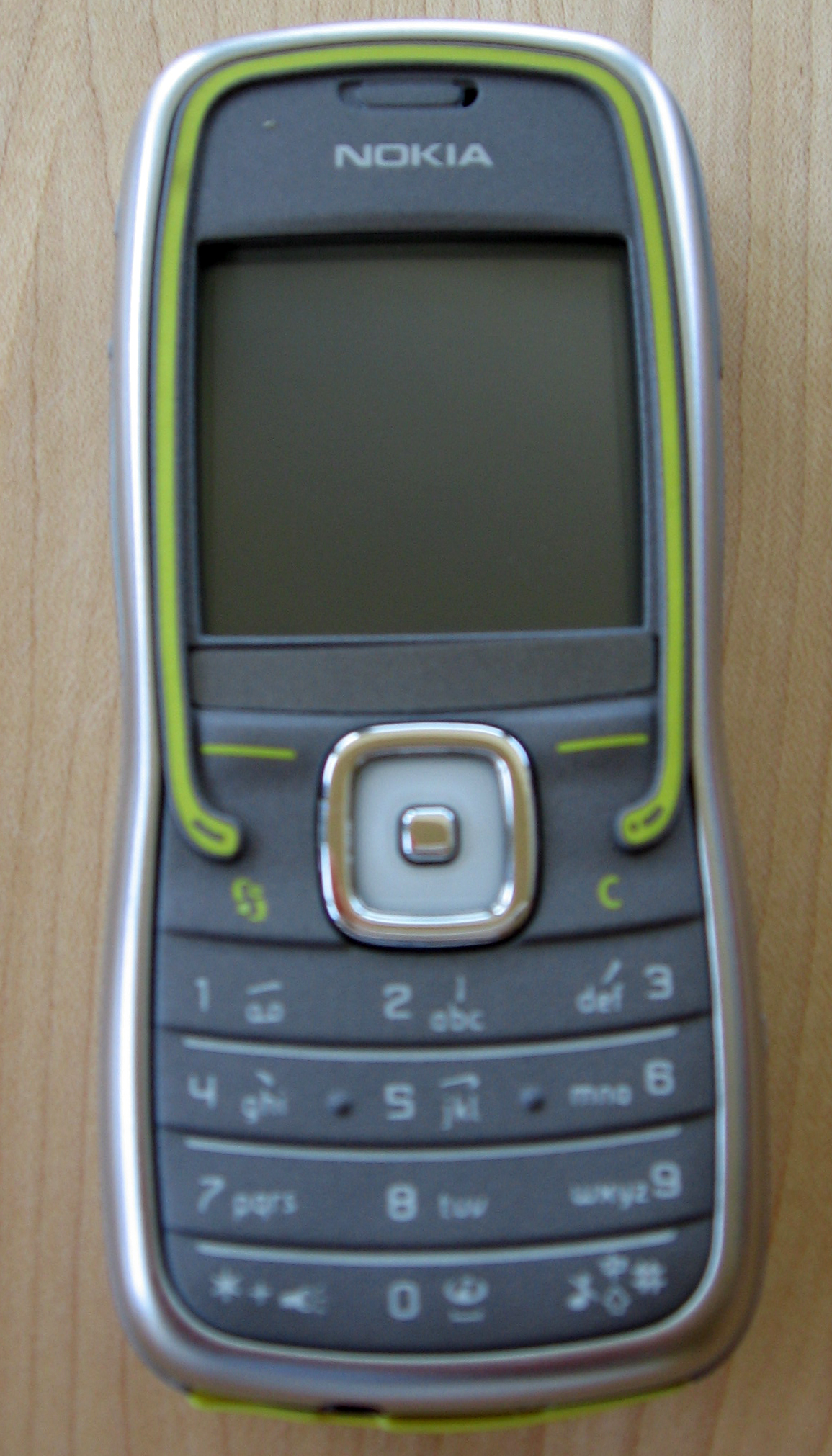
Nokia 5500 Sports Phone

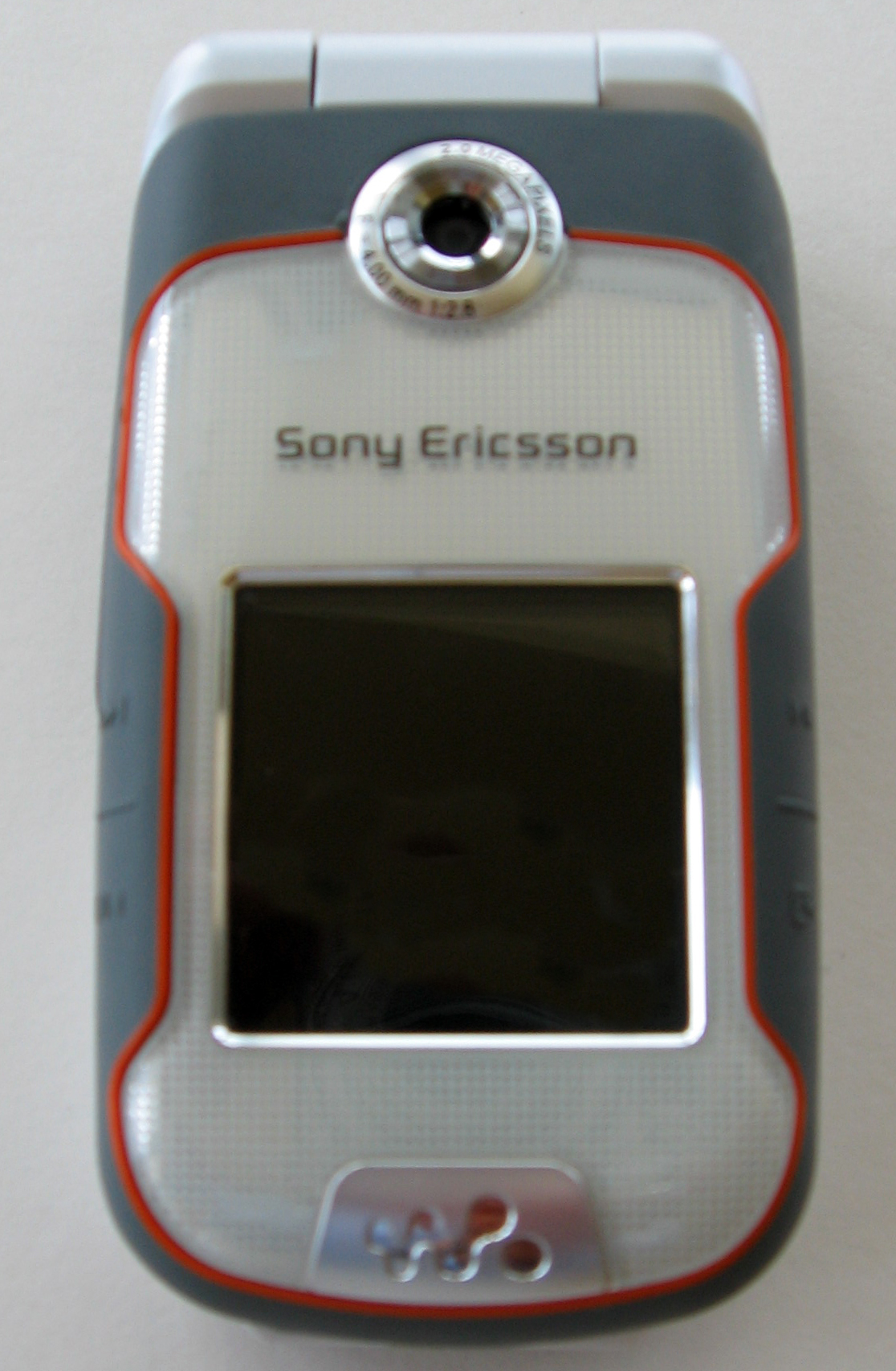
Sony Ericsson W710i

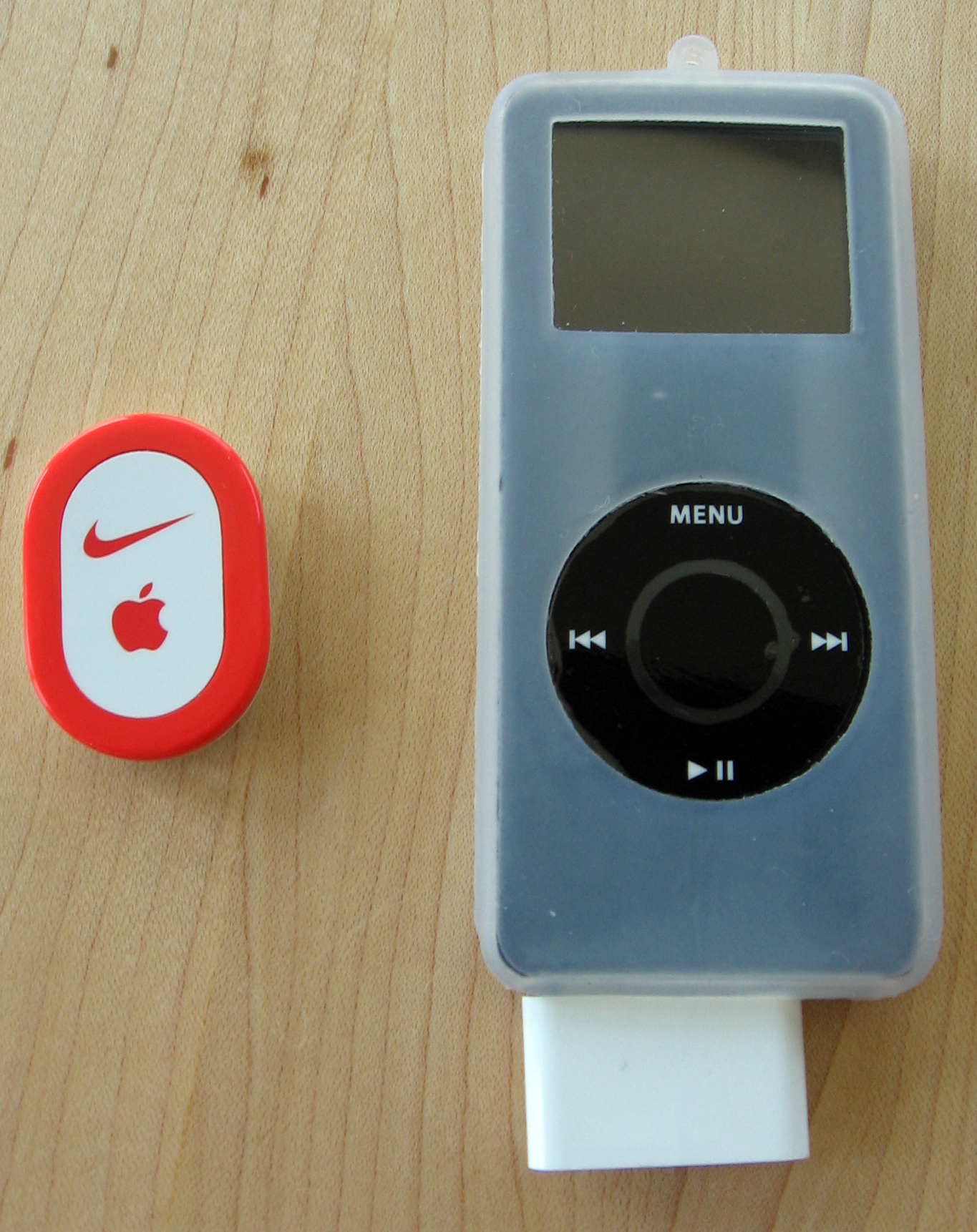
Nike+iPod Sports Kit

### Телефон с шагомером NTT DoCoMo Fujitsu
Первый мобильный телефон со встроенным шагомером. Он работал круглосуточно и считал шаги подобно шагомеру Omron. Датчик был изготовлен фирмой ADI. Телефон появился в Японии в 2004 году, всего было продано более 3 миллионов экземпляров.

### Nokia 5500 Sports Phone
Телефон Nokia 5500 «Sports Phone» использует трёхосевой акселерометр. Подсчитывается количество шагов, пройденное расстояние и затраченное время.

### Sony-Ericsson
Телефоны Sony Ericsson W710 и Sony Ericsson W580 содержат двухосевой акселерометр, воспринимающий шаги. W710 считает шаги, только если его крышка закрыта и показывает число шагов на внешнем дисплее. В полночь «насчитанные» за день шаги переписываются в файл истории, а счётчик обнуляется.

### Nike + iPod Sports Kit
Apple и Nike, Inc. представили Nike+iPod Sports Kit, который использует датчик, укреплённый на специальной обуви производства Nike и связанный радиоканалом с подключаемым к iPod nano приёмником. Плеер показывает время ходьбы, пройденное расстояние и количество потраченных калорий.

### Шагомеры для iPhone
Встроенный акселерометр позволяет реализовывать программы-шагомеры для Apple iPhone. Также шагомер встроен в стандартное приложение «Здоровье» и работает на iPhone 5s и более поздних устройствах и на iPod touch 6-го поколения.

### Шагомеры для Android
Большинство современных Android-смартфонов имеет в своём составе акселерометр, что позволяет (после установки соответствующего программного обеспечения) использовать их в качестве шагомеров. Некоторую проблему представляет тот факт, что в разных моделях используются акселерометры с различающимися характеристиками, что может влиять на полученный результат. Однако данную проблему удалось решить в версии 4.4.